# باميلا رايت
باميلا رايت (بالإنجليزية: Pamela Wright)‏ هي لاعبة غولف أمريكية، ولدت في 26 يونيو 1964 في اسكتلندا في المملكة المتحدة.

## وصلات خارجية
- باميلا رايت على موقع رابطة لاعبات الغولف المحترفات (الإنجليزية)